# Comunidad Castellana

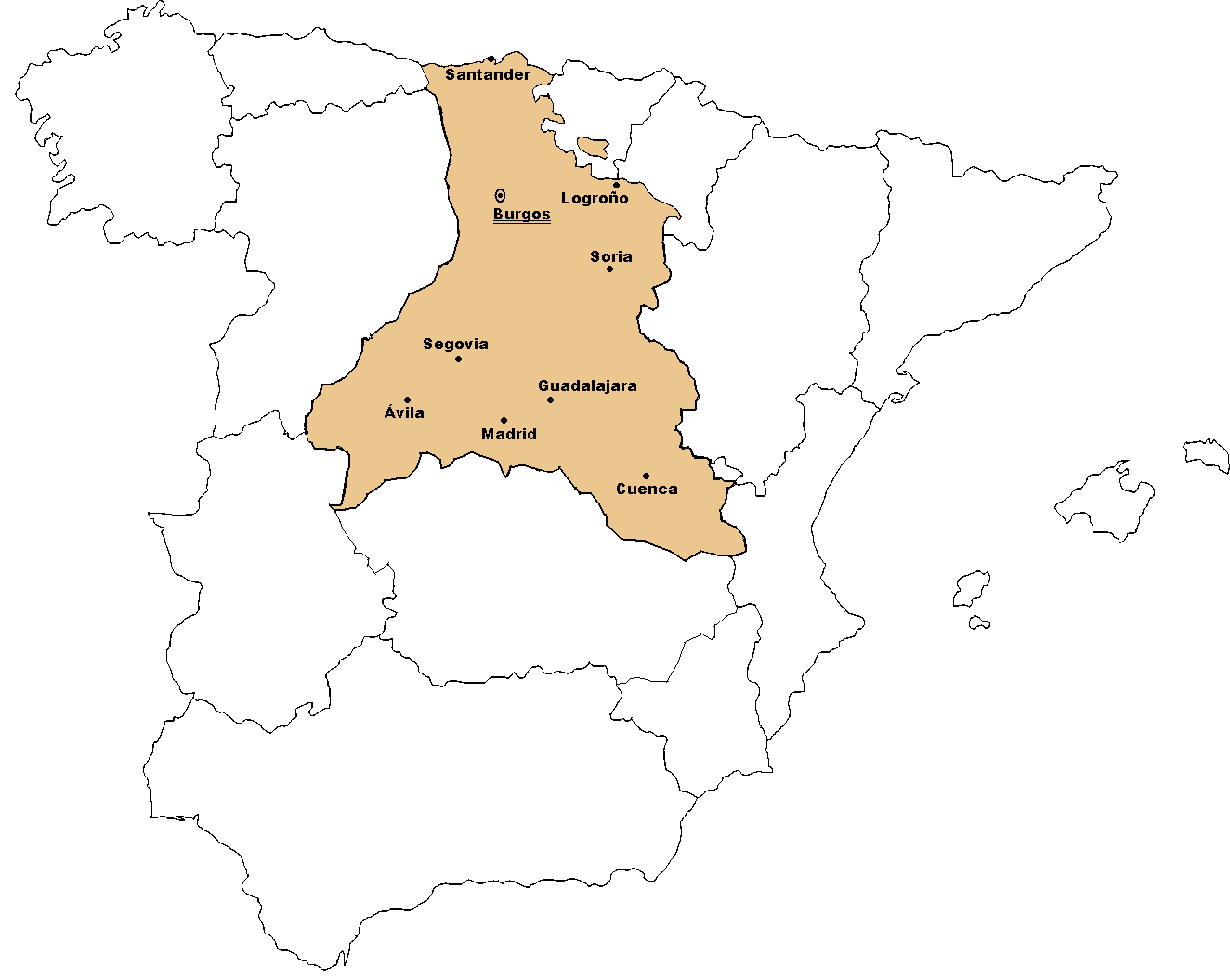
Castilla según las tesis carreteristas, defendidas por Comunidad Castellana.

Comunidad Castellana es una asociación cultural castellanista registrada el 26 de febrero de 1977, con sede en Segovia. Esta asociación recogía el concepto de Castilla que dejaron en sus numerosos escritos los ensayistas segovianos Luis Carretero Nieva y su hijo Anselmo Carretero, siendo acérrima defensora de las ideas "condadistas". Hoy día no se le conoce actividad alguna.

## Objetivos
Como asociación de carácter regionalista, sus principales objetivos han sido fomentar la conciencia regional de Castilla —que según sus ideas estaría formada más o menos por las actuales provincias de Ávila, Burgos, Cantabria, Cuenca (sin las comarcas de La Manchuela y La Mancha conquense), Guadalajara, Madrid, La Rioja, Segovia y Soria—, así como la defensa de los símbolos castellanos, como el pendón carmesí y el día 1 de mayo como Día de Castilla. También ha sido notoria su lucha contra la marginación y la postergación económica que desde hace siglos sufre Castilla. Las ideas de la asociación quedan recogidas en el Manifiesto de Covarrubias, firmado ante la tumba de Fernán González, y en el boletín informativo Castilla, editado por la asociación. Así, en dicho manifiesto dice:

«Obligada a asumir culpas ajenas, maltratada económica y políticamente, víctima de una confusión histórica acuñada por el centralismo madrileño y el esteticismo literario, Castilla quiere ocupar también un lugar en un Estado español formado por pueblos hermanos.»

Comunidad Castellana, que empezó su existencia incidiendo en la rivalidad del conde de Castilla y el rey de León en el siglo X, a la altura de 1978 ya consideraba "la federación de tres regiones: Castilla, León y La Mancha". ·

## Historia

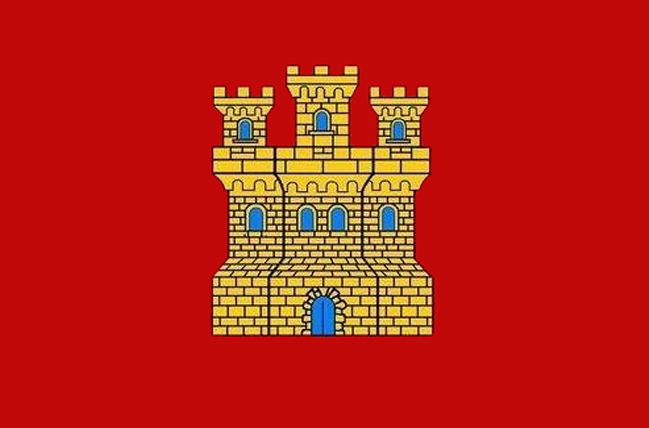
Bandera de Castilla de color carmesí, símbolo de Castilla acérrimamente defendido por Comunidad Castellana

Inscrita en el Registro de Asociaciones el 26 de febrero de 1977, esta asociación arraigó fuertemente en la provincia de Segovia y en Madrid y Guadalajara. Desde su fundación contó con miembros destacados, como su cofundador el abogado Manuel González Herrero, lo cual le dio bastante poder sobre todo en la provincia de Segovia. De hecho, el intento de crear una autonomía uniprovincial segoviana en los momentos previos a la creación de Castilla y León fue idea y se podría decir que también obra suya, ya que buena parte del equipo de gobierno de la provincia pertenecía en esos momentos a Comunidad Castellana o simpatizaba con sus ideas. El intento finalmente no prosperó, y Segovia acabó formando parte de Castilla y León en contra de lo que Comunidad Castellana y los políticos segovianos querían.
Pero no fue este el único caso en el que Comunidad Castellana se manifestaba a favor de la uniprovincialidad autonómica de alguna de las provincias reclamadas inicialmente, de hecho en el informativo Castilla, nº 8, de abril de 1980, podemos leer un comunicado de esta asociación acerca de la castellanidad de Cantabria y su posibilidad de que quedase englobada en Castilla y León:

«Mejor es que Santander, la Montaña o Cantabria se administre y gobierne con autonomía provincial, que no entrar en ese ente, a ver disuelta su personalidad.»

En Guadalajara los primeros pasos de esta asociación se remontan a septiembre de 1977, y en poco tiempo casi toda la élite intelectual de la provincia estaba vinculada de algún modo a Comunidad Castellana. En Guadalajara la asociación estuvo en contra de la integración de la provincia en la comunidad autónoma de Castilla-La Mancha abogando mayoritariamente por la unión con Madrid. En efecto, el proceso autonómico en la provincia de Guadalajara se vivió con bastante intensidad debido al fuerte sentimiento de pertenencia a Castilla existente en la provincia, sentimiento que aprovechó Comunidad Castellana para extenderse y propagar sus ideas por Guadalajara. Sin embargo en este caso se disuadió a los representantes de Comunidad Castellana de sus intenciones prontamente, por lo que tal idea no llegó a cuajar y la provincia de Guadalajara quedaba ya integrada en Castilla-La Mancha.
Tras concluir el proceso autonómico en 1983 y quedar ya definitivamente cerrado el mapa de las autonomías, Comunidad Castellana fue perdiendo influencia y presencia de manera paulatina hasta acabar prácticamente desapareciendo a finales de los años 90. Como consecuencia de ello algunos antiguos miembros de Comunidad Castellana impulsaron hacia el año 2000 la creación de la asociación cultural Tierra Castellana, que recogía el legado de Comunidad Castellana. Esta asociación tuvo una cierta actividad en el panorama castellanista del momento, y en el año 2005 formó parte, junto con otras varias agrupaciones culturales y políticas castellanistas, de la efímera plataforma Ahora Castilla, si bien desde entonces no se le conoce actividad alguna.
Comunidad Castellana editaba la revista mensual de temática castellanista Castilla, en la cual publicaban los postulados y actividades de la asociación, así como varios artículos de intelectuales como Anselmo Carretero o Manuel González Herrero.

## Su legado
La influencia de Comunidad Castellana fue tal que incluso varios de sus miembros y personas afines a la asociación acabaron creando diferentes partidos políticos que recogían su concepción territorial de Castilla. De este modo a mediados de 1980 se intenta crear el partido Unión Nacionalista Castellana (UNC), defensor de las ideas de Comunidad Castellana. No obstante este partido no llegó a ver la luz debido a ciertas irregularidades, por lo que no es hasta 1989 cuando empiezan a aparecer las primeras formaciones políticas abiertamente carreteristas, como el Partido Regionalista Castellano y más tarde la Unión Castellanista, partido este último que más fielmente reflejó las teorías de la asociación. Pero no sólo en el ámbito político entraban las influencias de esta asociación, sino también en el cotidiano; de hecho, hoy en día un gran número de personas se identifican con sus ideas. Además siempre fue una gran defensora del leonesismo, a pesar de que consideraba que las provincias de Valladolid y Palencia son leonesas.